# 日通NECロジスティクス
日通NECロジスティクス株式会社（にっつうエヌイーシーロジスティクス、英: Nittsu NEC Logistics, Ltd.）は、神奈川県川崎市に本社を置く、NXグループの電気系総合物流会社である。旧社名は「NECロジスティクス」であり、現在も日本電気（NEC）が株式の30%を保有している。

## 概要
1972年「日電物流センター」として設立。1992年に日電物流センター、日本電気貿易業務、NEC商品物流センターの3社が合弁で「NECロジスティクス」を設立し、以降もNECグループの物流業務を担う。2013年3月27日に日本通運が同社に出資し、合弁会社化することを発表。NECは海外展開を積極化する際に海外の物流に強みを持つ日本通運と組み、事業拡大を円滑化する狙いがある。一方、日本通運はNECロジスティクスがIT業界向けの物流に強みを持っていることから、同分野への事業展開を円滑化する狙いがある。同年、社名を「日通NECロジスティクス」に変更。その後、2014年12月1日、日本通運が2013年3月にNECと合意した戦略的業務提携に沿って同社の株式を追加取得したことを発表。持分比率を49%から51%へ引き上げたことにより連結子会社化をし、日本通運グループ入りした。

## 沿革
- 1972年（昭和47年）- 株式会社日電物流センターを設立
- 1973年（昭和48年）- 日本電気貿易業務株式会社を設立
- 1976年（昭和51年）- 株式会社NEC商品物流センターを設立
- 1992年（平成4年）- 上記三社が合弁し、「NECロジスティクス株式会社」設立
- 1995年（平成7年）- 日本電気株式会社との合資によりタイに会社設立
- 1999年（平成11年）- 
  - NEC台湾社との合資により台湾に海外法人設立
  - シンガポールに海外法人設立
- 2002年（平成14年）- オランダに海外法人設立[6]
- 2003年（平成15年）
  - NEC USA社より株式を100％取得し、NEC Logistics America, Inc.を子会社化[7]
  - 香港法人が深圳に海外法人設立[8]
- 2005年（平成17年）- 香港法人が上海に2法人目を設立[9]
- 2008年（平成20年）-  NECトーキンロジスティクス株式会社を吸収合併[10]
- 2013年（平成25年）- 株式譲渡により、日本電気株式会社と日本通運株式会社の合弁会社として、「日通NECロジスティクス株式会社」へ社名変更[4]
- 2014年（平成26年）- 資本比率の変動により、日本通運株式会社の連結子会社となる[5]
- 2016年（平成28年）- フィリピンに海外法人設立[11]

## 本社・支店
- 本社 - 神奈川県川崎市
- 支店 - 北海道（札幌市）、仙台（仙台市）、福島（福島市）、北関東（上里町）、千葉（成田市）、東東京（品川区）、府中（府中市）、京浜（川崎市）、神奈川（大井町）、甲府（甲府市）、中部（名古屋市）、関西（摂津市）、中国四国（岡山市）、九州（福岡市）

## 関係会社

### 海外
- Nippon Express NEC Logistics Hong Kong Limited - 香港
- Nippon Express NEC Logistics (Shenzhen) Ltd.[8] - 中国
- Nippon Express NEC Logistics(Shanghai) Ltd.[9] - 中国
- Nippon Express NEC Logistics Taiwan Ltd. - 台湾
- Nippon Express NEC Logistics (Thailand) Co., Ltd. - タイ
- Nippon Express NEC Logistics Philippines, Inc.[11] - フィリピン
- Nippon Express NEC Logistics Singapore Pte. Ltd. - シンガポール
- Nittsu NEC Logistics,Ltd. - 韓国
- Nippon Express NEC Logistics Europe B.V.[6] - オランダ
- Nippon Express NEC Logistics America,Inc.[7] - アメリカ